# زلاتنا
شهر زلاتنا (به رومانیایی: Zlatna) در شهرستان البه در کشور رومانی واقع شده‌است. جمعیت این شهر ۹٬۲۵۴ نفر  است.